# Basse (Neustadt am Rübenberge)
Basse ist ein nördlicher Ortsteil der Stadt Neustadt am Rübenberge in der Region Hannover in Niedersachsen.

## Geografie
Das Dorf liegt direkt in einer Windung der Leine und ist über die Landesstraße 193 mit dem Zentrum der Stadt verbunden.
Zu Basse gehört der Ortsteil Scharnhorst, früher bekannt durch ein Domänengut und durch eine Windmühle, heute u. a. als Sitz einer Außenstelle des Bundessortenamts.

## Geschichte
Ein im Ort entdecktes Urnengräberfeld weist darauf hin, dass das Gebiet von Basse bereits in der Bronzezeit besiedelt war. Bei Ausgrabungen und Bauarbeiten in den Jahren 1927, 1960, 1984, 2011 und 2024 fanden sich rund 20 bis 30 Urnen aus der Zeit um 1000 v. Chr.
Die erste urkundliche Erwähnung des Ortes ist um das Jahr 990 unter dem Namen Basse belegt. Um 1100 gründeten die Grafen von Wölpe eine Kirche in dem Ort. 1215 schenkten die Grafen von Dassel dem Kloster Mariensee eine Hufe in Basse. Im gleichen Jahr übertrug der Graf Bernhard II. von Wölpe die örtliche Kirche an dieses Kloster. Basse kam 1302 an das Fürstentum Lüneburg. Ab 1314 wird die Gerichtsbarkeit des Ortes Basse urkundlich erwähnt; vermutlich war hier bereits in vorchristlicher Zeit ein Thing-Platz, also ein Gerichtsplatz. 1428 kam Basse an das Fürstentum Braunschweig-Wolfenbüttel. Das 1413 erteilte Privileg zur Nutzung von Holz bestätigte Herzog Erich I. im Jahr 1502; seine Gattin verfügte 1543 die Reformation in Basse.
1610 gab es in dem Dorf 23 Hofstellen, darunter sechs Meier- und vier Halbmeierhöfe. Zehntlieferungen erhielten insbesondere die Familie von Mandelsloh, das Kloster Mariensee und das Amt in Neustadt. Hand- und Spanndienste mussten u. a. an von Campen in Poggenhagen, an das Kloster Mariensee und an das Amt in Neustadt geleistet werden.

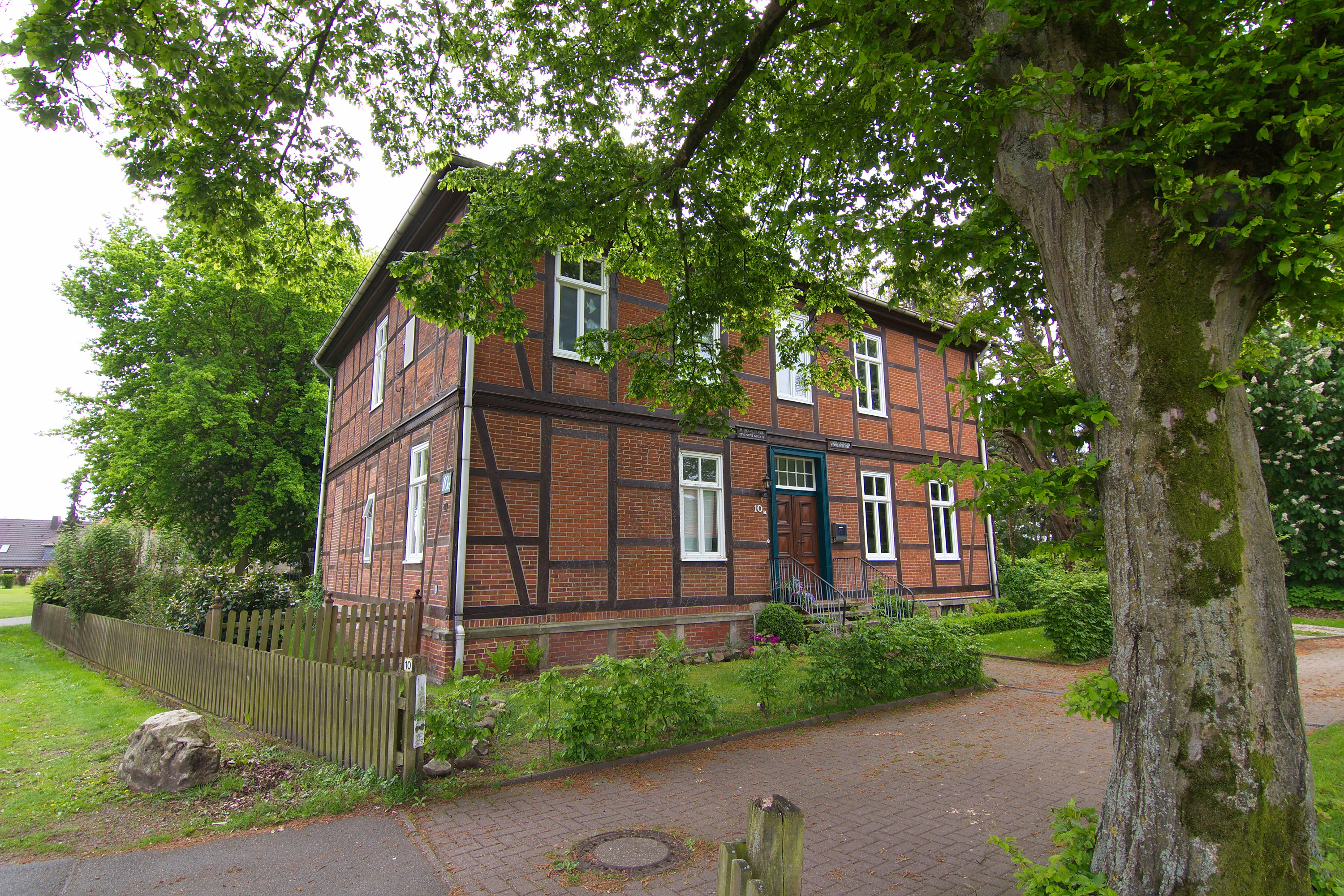
Ev.-luth. Pfarrhaus

Der Ort und seine Kirche litten stark unter dem Dreißigjährigen Krieg, es kam zu erheblichen Zerstörungen und Plünderungen bei der Belagerung von Neustadt am Rübenberge. 1757 wurde die Leine in Ortsnähe begradigt, wodurch ein Fährbetrieb notwendig wurde. 1810 kam der Ort zum Departement der Aller. 1830 wurde wegen einer Missernte Getreide aus Russland bezogen. Im Jahr 1846 starben 48 Einwohner an Ruhr. Für das Jahr 1848 werden für den Ort 55 Gebäude mit 342 Einwohnern verzeichnet. Das Pfarrhaus wurde 1850 anstelle von Vorgängerbauten erbaut. Um den Fährbetrieb zu ersetzen, wurde 1924 eine hölzerne Brücke über die Leine gebaut, die 1938 durch eine steinerne ersetzt wurde. Nachdem die Wehrmacht sie 1945 gesprengt hatte, wurde der Fährbetrieb wieder aufgenommen bis zum Bau der neuen Leinebrücke im Jahr 1963. Eine Gedenkstätte für Opfer der Weltkriege wurde 1955 durch Umgestaltung des Brauthauses an der Kirche eingerichtet. 1964 wurde die Friedhofskapelle eingeweiht. Die erst 1955 neu erbaute Schule wurde schon 1980 wieder geschlossen.
Mit der Gebietsreform in Niedersachsen verlor die Gemeinde Basse am 1. März 1974 ihre politische Selbständigkeit und wurde ein Ortsteil von Neustadt am Rübenberge.

## Politik

### Ortsrat
Der gemeinsame Ortsrat von Averhoy, Basse, Metel, Otternhagen und Scharrel setzt sich aus elf Ratsmitgliedern zusammen. Im Ortsrat befinden sich zusätzlich 19 beratende Mitglieder.
Sitzverteilung:
- SPD: 4 Sitze
- CDU: 3 Sitze
- Grüne: 2 Sitz
- FDP: 1 Sitz
- UWG: 1 Sitz

(Stand: Kommunalwahl 12. September 2021)

### Ortsbürgermeister
Die Ortsbürgermeisterin ist Christine Nothbaum (CDU). Ihr Stellvertreter ist Hans-Dieter Jaehnke (SPD).

### Wappen
Der Entwurf des Kommunalwappens von Basse geht auf das Jahr 1985 zurück. In jenem Jahr bestritt der Ort seine 1000-Jahr-Feier und legte sich in diesem Rahmen das neugestaltete Wappen zu.
| Wappen von Basse | Blasonierung: „In Grün über einem im Schildfuß, parallel zum Schildrand gebogenem silbernen Balken ein silberner Taufstein, darüber ein hingelegtes, mit der Spitze nach rechts weisendes silbernes Büffelhorn.“ |
| Wappen von Basse | Wappenbegründung: Das 1985 eingeführte Wappen von Basse zeigt ein aus dem Wappen der Grafen von Wölpe stammendes Horn und darunter den romanischen Taufstein, die älteste vorhandene Steinmetzarbeit im Dorf. Er soll an die frühe Kirchengründung in Basse erinnern. Der mit einem großen Bogen dargestellte Balken/Fluss symbolisiert die Lage von Äckern und Weiden auf beiden Seiten der Leine. |

## Kultur und Sehenswürdigkeiten

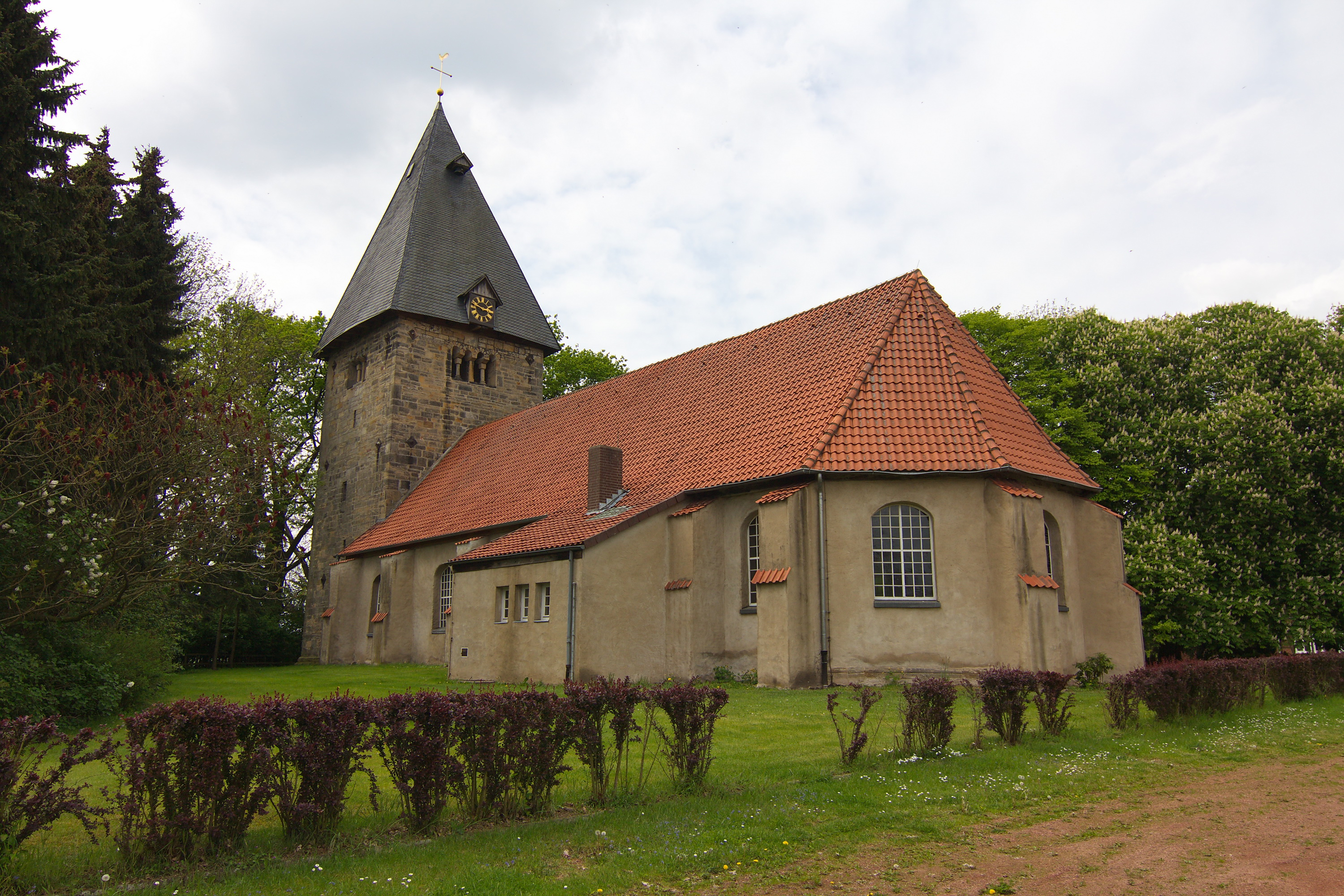
St. Cyriakus, Simon und Judas

### Bauwerke
- Die Kirche St. Cyriakus, Simon und Judas wurde im 11. Jahrhundert von den Grafen von Wölpe im romanischen Stil gebaut. Nach den Zerstörungen des Dreißigjährigen Krieges war 1688 ein Wiederaufbau des Kirchenschiffes erforderlich, der sich in gotischen Elementen zeigt. Auch wurde ein Brauthaus angebaut. Die Decke im Chor weist biblische Darstellungen in Grisailletechnik auf. 1865 bekam die Kirche eine Orgel. 1878 wurde das Kirchenschiff renoviert. 1891 und 1998 wurde der Turm renoviert.

## Persönlichkeiten
Personen, die mit dem Ort in Verbindung stehen:
- Joachim Hackbarth (1906–1977), Pflanzenzüchter, Genetiker und Leiter der Zweigstelle des Max-Planck-Instituts für Züchtungsforschung in Basse/Scharnhorst